# Квінтон Джейкобс
Квінтон Норман Джейкобс (англ. Quinton Norman Jacobs; нар. 21 січня 1979, Віндгук, Південно-Західна Африка) — намібійський футболіст, півзахисник.

## Клубна кар'єра
Футбольну кар'єру розпочав у намібійському клубі «Блек Африка», в якому виступав з 1997 по 1999 рік. Наприкінці 1998 року побував на перегляді в «Манчестер Юнайтед», зіграв декілька товариських матчів за резервну команду «Червоних дияволів», у тому числі й в матчі проти молодіжної команди усіх зірок Major League Soccer.
Після відходу з «Блек Африка» в 1999 році, побував на перегляді в «Аяксі» та бременському «Вердері», проте обом клубам не підійшов. Зрештою, підписав контракт з клубом другого дивізіону шотландського чемпіонату «Партік Тісл». Під час виступів у Шотландії в поєдинку проти «Росс Каунті» на стадіоні «Фіргілл» відзначився голом після прямого удару від кутового прапорця.
У 2000 році залишив «Партик Тізл» та протягом року перебував на контракті в німецькому «Дуйсбурзі», проте закоманду не зіграв жодного офіційного матчу й наступного року приєднався до південноафриканського «Блек Леопардс». У 2003 році повернувся до Намібії, підписавши контракт зі столичним «Цивіксом». У команді провів рік, після чого захищав кольори іншого столичного клубу — «Рамблерс». У 2005 році виїхав до сусідньої ПАР, де підписав контракт з «Аяксом» (Кейптаун). У 2006 році Квінтон отримав новий шанс закріпитися в європейському футболі, ставши гравцем норвезького «Брюне». Проте в команді закріпитися не зміг, відзначився 1 голом у 15-ти матчах, після чого повернувся на батьківщину й підсилив «Рамблерс».
У 2009 році опинився в намібійському «Африкан Старз», а на початку наступного року відправився в оренду до палестинського клубу «Джалал Аль-Мукабер».

### «Юнайтед Сіккім»
У 2012 році виступав за «Юнайтед Сіккім» з другого дивізіону індійського чемпіонату. 15 березня 2012 року відзначився голом в поєдинку проти «Калігат Мілат Саньї» в Сіліґурі, завдяки чому допоміг своєму клубу перемогти з рахунком 3:2. У футболці клубу з Ґанґтоку відзначився 16-а голами в 23-х матчах Другого дивізіону та допоміг своєму клубу завоювати путівку до І-Ліги 2012/13.

### «Салгаокар»
6 травня 2012 року підписав контракт з колишнім переможцем І-Ліги «Салгаокаром».

### «Мохун Баган»
У січні 2013 року столітній клуб з Колкати «Мохун Баган» підписав намібійського півзахисника як заміну нерезультативному Стенлі Окоройгве. 28 березня відзначився дебютним голом в елітному дивізіоні індійського чемпіонату, у воротах «Пайлан Ерроуз» (2:0) у Кальяні. Завдяки цьому голу був визнаний «Гравцем матчу».
У 2013 році повернувся до намібійського «Блек Африка», в якому виступав до завершення футбольної кар'єри.

## Кар'єра в збірній
Виступав у національній збірній Намібії, у футболці якої дебютував 1998 року. У 2008 році був викликаний до збірної для участі в Кубку африканських націй, на якому зіграв у 2-х матчах: з Марокко (1:5) та з Ганою (0:1).